# فيث إيرين هيكس
فيث إيرين هيكس (بالفرنسية: Faith Erin Hicks)‏ (و. م) هي رسامة رسوم متحركة، ورسامة كارتون كندية، ولدت في كولومبيا البريطانية.